# Romeu Tuma
Romeu Tuma, né à São Paulo (Brésil), le 4 octobre 1931, où il meurt le 26 octobre 2010, est un homme politique brésilien. Il avait exercé les fonctions de directeur général de la police fédérale et fut membre successivement du Parti libéral, du Parti du front libéral puis du Parti travailliste brésilien.